# Angústia (romance)
Angústia (1936) é o terceiro romance publicado por Graciliano Ramos, depois de Caetés (1933) e de São Bernardo (1934), e antes de Vidas secas (1938), uma das obras mais comentadas pela crítica literária.
Em 1936, Graciliano trabalhava como Diretor de Instrução Pública de Alagoas e vinha recebendo ameaças. Poucos meses depois, seria demitido. Passa então a se dedicar apenas à finalização de Angústia, apesar da tensão e das dificuldades financeiras. Finalmente, é preso em 3 de março de 1936, mesmo dia em que entregara o manuscrito do romance para a datilografia. Permaneceria preso nos dez meses seguintes - em Maceió, Recife e no Rio de Janeiro - sem jamais ter sido ouvido, sem uma acusação formal, sem que soubesse os motivos de sua prisão. O romance foi publicado graças à ajuda de amigos, entre os quais José Lins do Rego.

## Sinopse
A obra é escrita em primeira pessoa. O narrador, Luís da Silva, é um funcionário público de 35 anos, solitário, desgostoso da vida e que acaba se envolvendo com sua vizinha, Marina. Com traços existencialistas, Luís mistura fatos do passado e do presente, narra num ritmo frenético, utilizando-se do fluxo de consciência.
O leitor de Angústia certamente  lembrar-se-á de Crime e Castigo, de Dostoiévski, pois em ambas as obras existe a angústia decorrente de um crime, o medo de ser pego, a febre. Mas, em Angústia, o crime é o clímax, enquanto que, em Crime e Castigo, é o ponto de partida para a trama, e afinal a personagem consegue a redenção. Outra influência marcante é a dos naturalistas brasileiros, especialmente de Aluízio Azevedo, no tocante ao determinismo e à animalização do homem. O narrador não quer ser um rato, luta contra isso; frequentemente compara os humanos (inclusive ele próprio) a bichos (porcos, formigas, baratas, ratos) e usa verbos normalmente aplicáveis a animais para descrever reações humanas.

## Crítica
Sobre Angústia, escreve Alfredo Bosi: 
"Tudo nesse romance sufocante lembra o adjetivo 'degradado' que se apõe ao universo do herói problemático; estamos no limite entre o romance de tensão crítica e o romance intimista. Foi a experiência mais moderna, e até certo ponto marginal, de Graciliano. Mas a sua descendência na prosa brasileira está viva até hoje".
Apesar de ter lido Crime e Castigo, Graciliano inicialmente não admite qualquer semelhança da obra de Dostoiévski com Angústia. Em 12 de novembro de 1945, ele escreve a Antonio Candido, avaliando as considerações do crítico a respeito do romance:
Onde as nossas opiniões coincidem é no julgamento de Angústia. Sempre achei absurdos os elogios a esse livro, e alguns, verdadeiros disparates, me exasperam, pois nunca tive semelhança com Dostoiévski nem com outros gigantes. O que sou é uma espécie de Fabiano, e seria Fabiano completo se a seca houvesse destruído a minha gente, como v. bem conhece.— Graciliano Ramos
Segundo  Ricardo Ramos, filho do escritor, Graciliano só admitiria ter sofrido a influência de Dostoiévski às vésperas da sua morte, quando enfim reconheceu não apenas a influência de Dostoiévski mas também de Tolstoi, Balzac e Zola, além do seu permanente interesse pela literatura russa.
Ainda a propósito de sua obra, o Graciliano escreve:
Acho em Angústia numerosos defeitos, repetições excessivas, minúcias talvez desnecessárias. E tudo mal escrito. Mas se, apesar disso, der ao leitor uma impressão razoável, devo concordar com v. É possível até que as falhas tenham concorrido para levar na história aparência de realidade. E alguns capítulos não me parecem ruins.— Graciliano Ramos